# トゥンフワチャーン郡
座標: 北緯18度0分11秒 東経99度1分40秒 / 北緯18.00306度 東経99.02778度
トゥンフワチャーン郡（トゥンフワチャーンぐん）はタイ北部・ラムプーン県にある郡（アムプー）である。

## 名称
トゥンフワチャーンとは「像の頭の原っぱ」と言う意味である。

## 歴史
1987年2月1日、リー郡から3のタムボンが分離してトゥンフワチャーン分郡（キンアムプー）として成立した。1993年11月4日に分郡から郡（アムプー）に昇格した。

## 地理
郡内を南北にリー川が流れている。郡はリー郡東部の山岳地帯に続く山岳地帯にある。
交通は東西の1274号線が延びており、東にコカー方面、西にリー方面と通じる。また、国道1184号線が北に、1219号線が西に、延びておりそれぞれ、パーサーン方面、リー方面と通じる。

## 経済
郡内の主な産業は農業である。主な生産品は、ジャガイモ、トウモロコシ、キマメ、ロンガンなどである。

## 行政区分
郡は3のタムボンに分かれ、さらにその下位に35の村（ムーバーン）がある。自治体（テーサバーン）があり、以下のようになっている。
- テーサバーンタムボン・トゥンフワチャーン・・・タムボン・トゥンフワチャーンの一部

また、郡内には3のタムボン行政体（オンカーンボーリハーンスワンタムボン）が設置されている。
1. タムボン・トゥンフワチャーン・・・ตำบลทุ่งหัวช้าง
2. タムボン・バーンプワン・・・ตำบลบ้านปวง
3. タムボン・タキエンポン・・・ตำบลตะเคียนปม